# Maison de Carlo Goldoni
La maison de Carlo Goldoni est un musée de Venise, faisant partie de la Fondazione Musei Civici di Venezia. Il est situé dans le palazzo Centani dans le quartier de San Polo.

## Histoire
Le palais, résidence de Carlo Goldoni à Venise, a été acheté par un comité de citoyens en 1914, et donné à la ville en 1931. Depuis 1953, il abrite l'Institut d'études théâtrales « Casa Goldoni », qui a été restauré en musée au cours des dernières années. À partir de 1999, l'agrandissement et la rénovation des espaces d'exposition a été mené, y compris une rationalisation de la bibliothèque au deuxième étage de l'édifice.

## Description
Le palais est organisé sur une cour avec un puits, décoré avec des têtes de lion et un escalier couvert du XVe siècle. Le musée lui-même est situé au premier étage, réparti en trois salles. Sont représentés à travers des souvenirs, des meubles, des peintures, des illustrations, des comédies et des panneaux explicatifs, la vie et l'œuvre de Carlo Goldoni, et le contexte du théâtre vénitien et la société du XVIIIe siècle. Une salle est consacrée aux marionnettes, dans laquelle est reconstruit le teatrino du palazzo Grimani ai Servi, comprenant une trentaine de marionnettes d'origine du XVIIIe siècle.

## Images

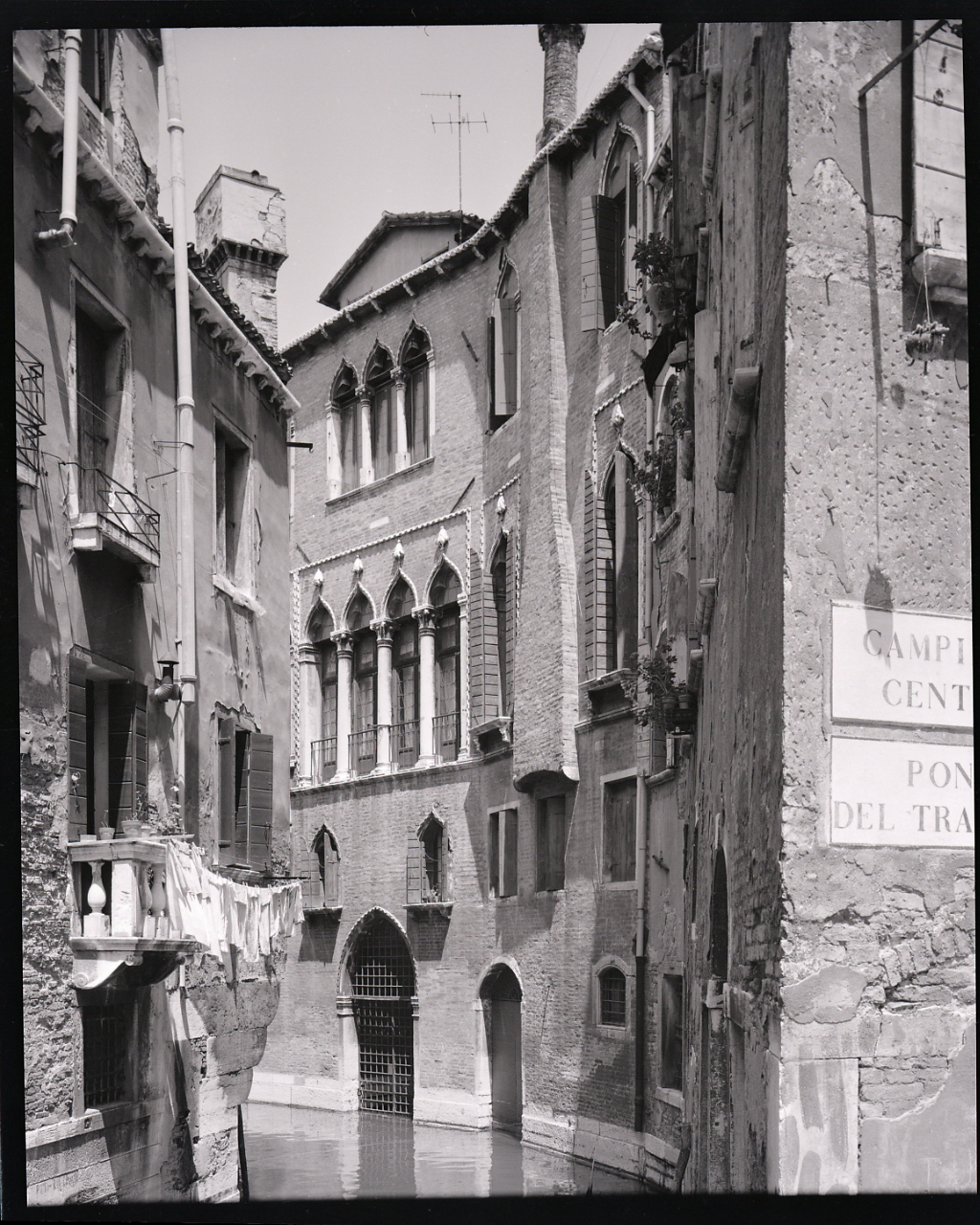
Le bâtiment, photo de Paul Monti de 1967
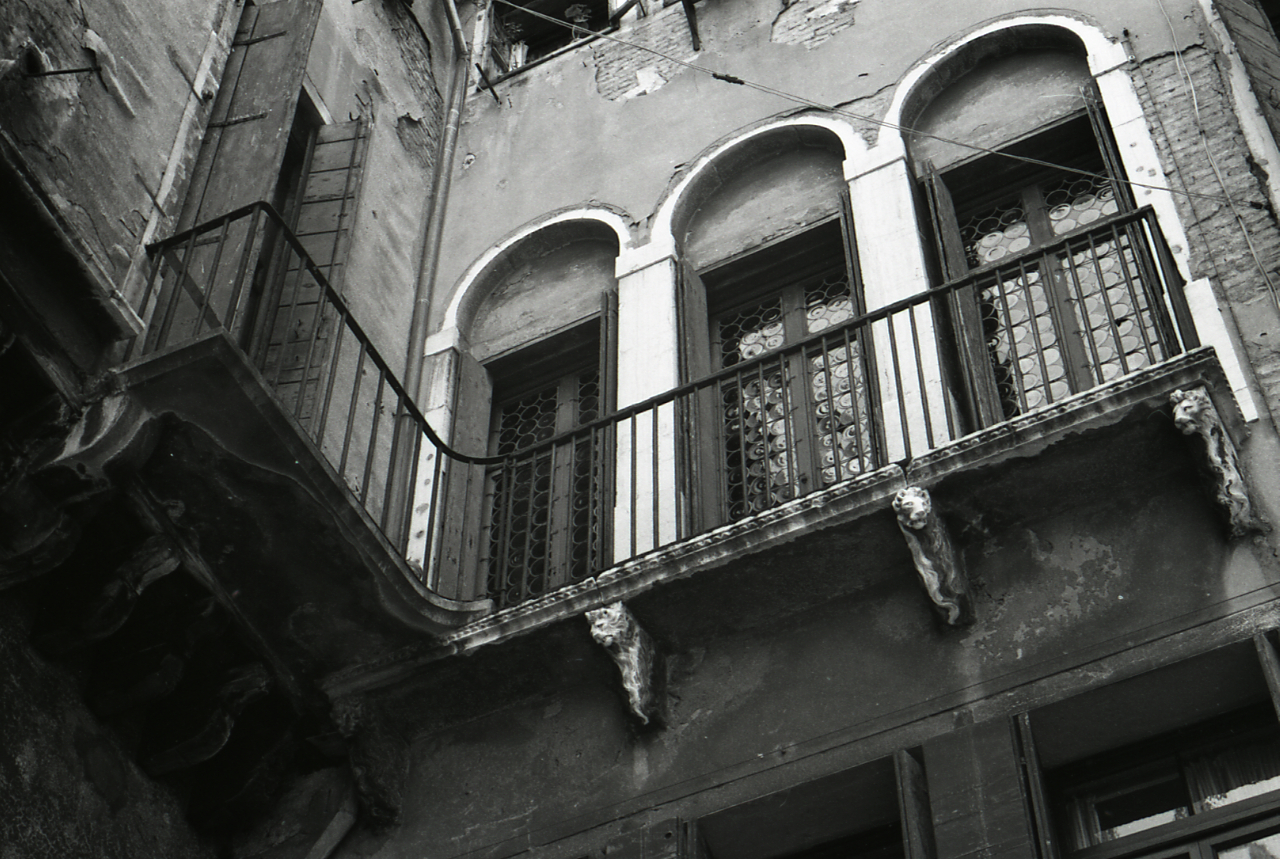
La cour, détail. Photo par Paul Monti, 1968
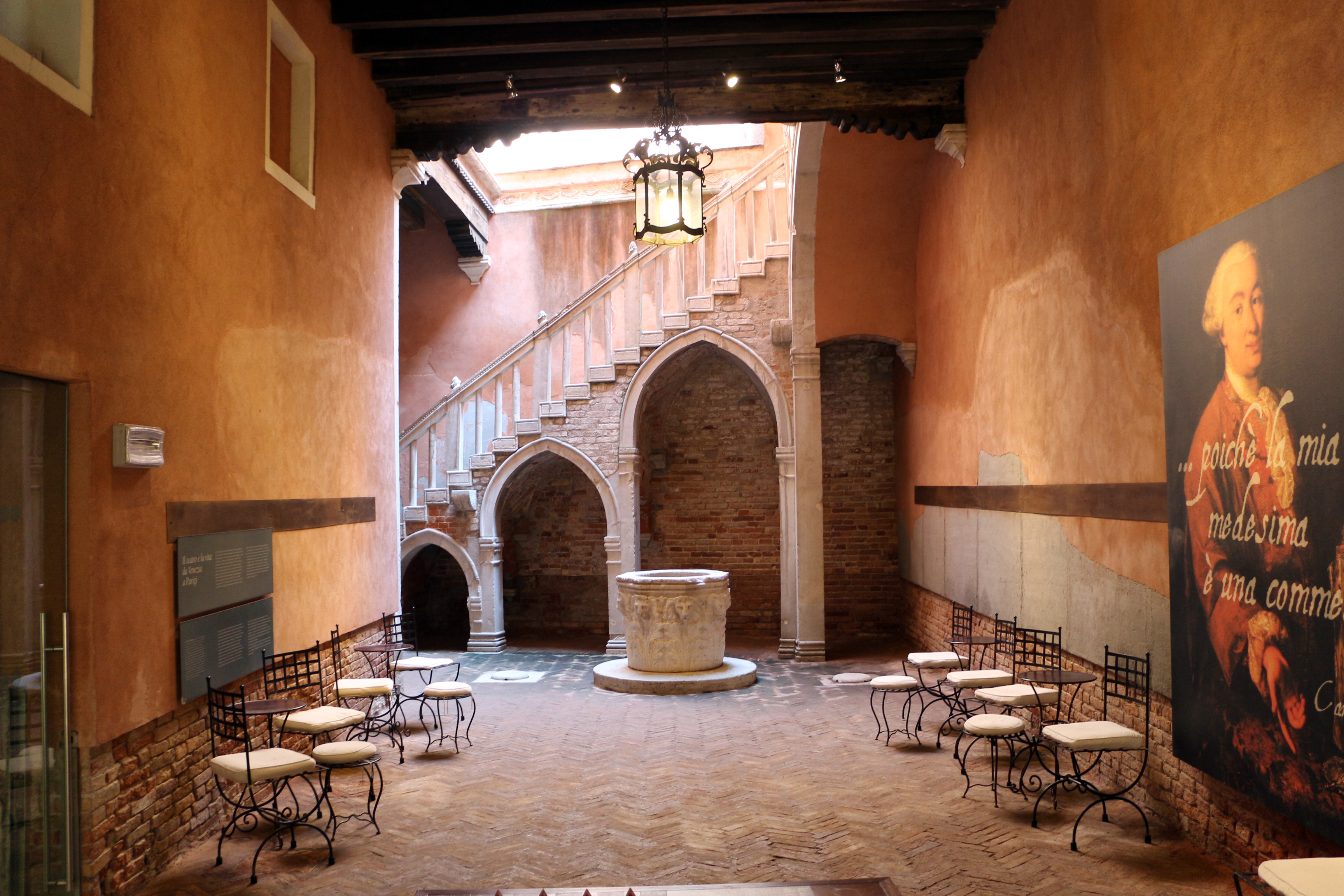
La cour
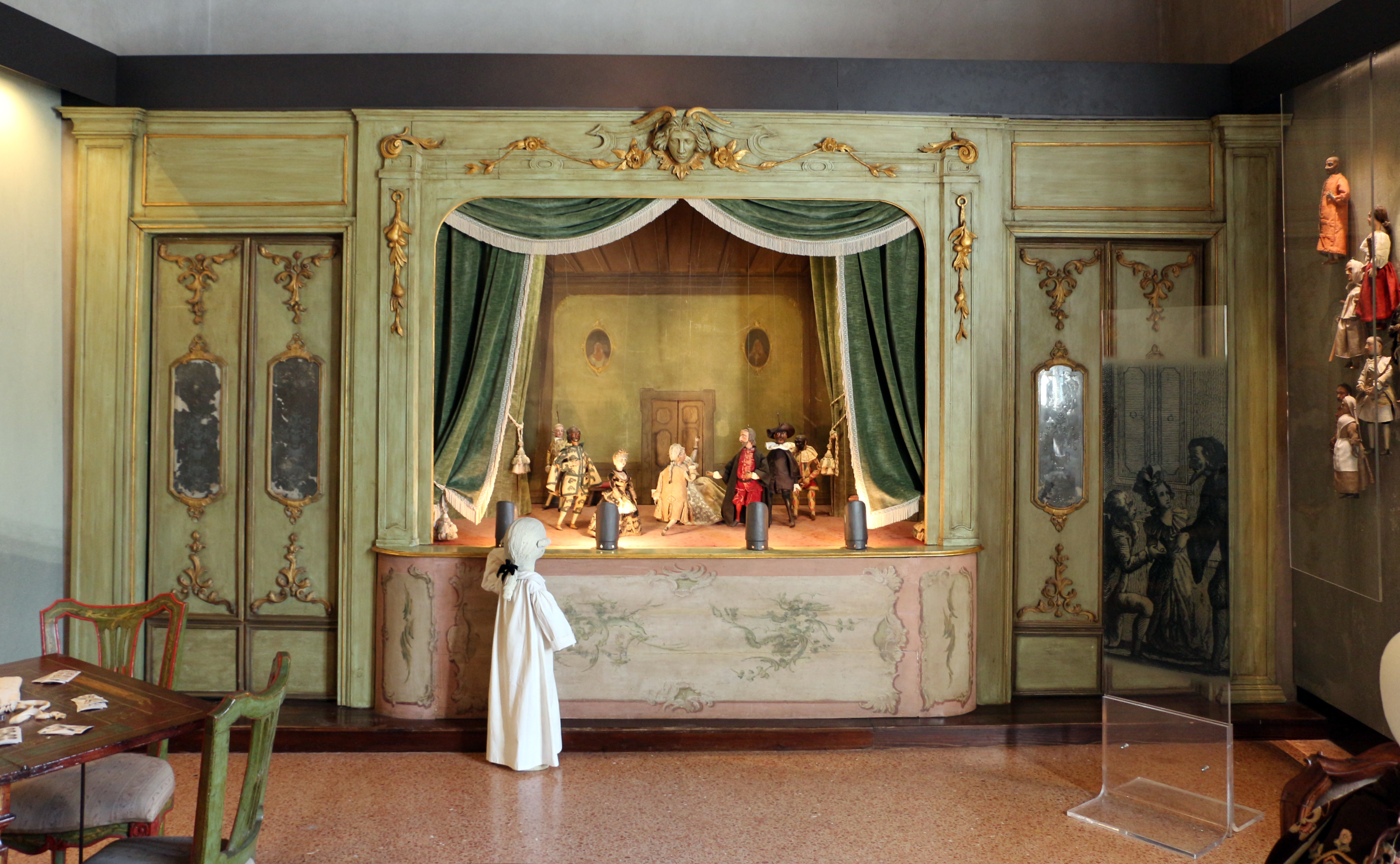
Le théâtre de marionnettes